# Douglas F. Brewer
Douglas Forbes Brewer (* 22. Mai 1925 in Cardiff; † 16. Juli 2018) war ein britischer Tieftemperaturphysiker und emeritierter Hochschullehrer an der University of Sussex. Er befasste sich experimentell mit Suprafluidität (Helium-3, Helium-4).
Brewer besuchte die Schule in Gloucester und studierte 1943 bis 1945 und 1948 bis 1950 Physik an der Universität Oxford (1945 bis 1948 war er an den GEC Research Laboratories). 1953 wurde er in Oxford promoviert mit einer Dissertation, in der die Unterdrückung der Supraflüssigkeit in ungesättigten Helium-4-Filmen gezeigt wurde. 1954 bis 1956 untersuchte er mit D. O. Edwards die lineare subkritische Region des Flusses von Supraflüssigkeiten in Kapillarröhren und zeigte deren hydrodynamische Natur. 1957 bis 1959 war er Associate Professor an der Ohio State University. Er untersuchte dort die spezifische Wärme von Helium-3 (wobei er die lineare Temperaturabhängigkeit entdeckte) und dessen Druckabhängigkeit (was auf eine Fermi-Flüssigkeit hinwies) und beobachtete das Pomerantschuk-Minimum in dessen Schmelzkurve (siehe Pomerantschuk-Effekt). 1962 wurde er Professor an der University of Sussex, wo er eine Tieftemperaturgruppe aufbaute. Dort untersuchte er unter anderem Helium-3 und -4 in porösen Medien und zeigte die {\displaystyle T^{2}} Abhängigkeit der spezifischen Wärme in einatomigen Filmen aus Helium-3 und -4 und beobachtete zweidimensionale Roton-Anregungen in doppelschichtigen Helium-4-Filmen. Seine Messungen des durch eine mittlere freie Weglänge begrenzten Spin-Diffusionskoeffizienten und der thermischen Leitfähigkeit in Helium-3 zeigten, dass das Quasiteilchen-Konzept von Lew Landau physikalischer Realität entsprach und keine theoretische Konstruktion war.
Außerdem entdeckte er Oberflächen-Magnetismus in Helium-3 durch Messung der NMR-Suszeptibilität bei porösen Gläsern.
Er war Sekretär und später Vorsitzender der Tieftemperatursektion der IUPAP und Herausgeber der Reihe Progress in Low Temperature  Physics.
1999 erhielt er den Fritz London Memorial Prize für seine bahnbrechenden experimentellen Entdeckungen an adsorbierten Helium-Filmen, einschließlich der Herabsetzung der Übergangstemperatur und der {\displaystyle T^{2}}-Abhängigkeit der spezifischen Wärme und für seine Entdeckung der linearen Temperaturabhängigkeit der spezifischen Wärme von Helium 3, die oberflächenverstärkte NMR-Suszeptibilität von flüssigem Helium 3 und seine Bestätigung des Minimums in der Schmelzkurve von Helium (Laudatio).
1996 wurde er auswärtiges Mitglied der Georgischen Akademie der Wissenschaften. 1990 organisierte er die 19. International Conference on Low Temperature Physics (LT 19) in Brighton.